# Лама (Барселуш)
Лама (порт. Lama) — район (фрегезия) в Португалии, входит в округ Брага. Является составной частью муниципалитета Барселуш. Находится в составе крупной городской агломерации Большое Минью. По старому административному делению входил в провинцию Минью. Входит в экономико-статистический субрегион Каваду, который входит в Северный регион. Население составляет 1330 человек на 2001 год. Занимает площадь 3,65 км².
Покровителем района считается Иисус Христос (порт. São Salvador).